# 東葉高速鉄道東葉高速線
東葉高速線（とうようこうそくせん）は、千葉県船橋市の西船橋駅と千葉県八千代市の東葉勝田台駅を結ぶ東葉高速鉄道が運営する鉄道路線である。駅ナンバリングで使われる路線記号はTR。
「東葉高速線」の路線名は、『鉄道要覧』にも記載されている正式なものである。

## 路線データ
- 管轄（事業種別）：東葉高速鉄道（第一種鉄道事業者）
- 路線距離（営業キロ）：16.2km
  - 全線のうち、37%にあたる5,875 mは地下トンネル、59%にあたる9,456 mは橋りょう（高架橋）、4%にあたる774 mは土工区間である[6]。
  - 時刻表などでは「上り」・「下り」の案内をする場合もあるが、東京メトロ東西線同様に西船橋→東葉勝田台方面を向かう列車をA線、東葉勝田台→西船橋方面に向かう列車をB線と呼称する[6]。
- 軌間：1,067mm
- 駅数：9駅（起終点駅含む）
- 複線区間：全線
- 電化区間：全線（架空電車線方式・直流1500V）
- 閉塞方式：自動閉塞式
- 保安装置：新CS-ATC
  - 2025年3月14日まではWS-ATCを運用していた。開業時に乗り入れ先の営団地下鉄（当時）東西線に合わせ採用。東京メトロ化後の2007年に東西線がデジタルATC（新CS-ATC）切り替え後も使用。運用終了時点で日本国内の架空電車線方式の路線でWS-ATCを使用しているのはOsaka Metro堺筋線と本路線のみであった。
    - 東葉高速鉄道では新CS-ATC導入に向けて、2018年度から準備を進めており[7]、2021年度の事業計画では2023年度末の運用開始を目標としていた[8][9]が、2022年に目標を1年延期して2024年度末の運用開始とした[10]。2024年9月の安全報告書でも2025年3月の運用開始を目標としていた[11]。2025年3月15日より新CS-ATCの運用を開始した[12][13]。
- 最高速度：地上区間：100km/h [14]（八千代緑が丘 - 八千代中央間のみ[14]）・地下区間：75km/h [14]
- 最大勾配：38‰ （運輸省特認・西船橋→東海神のA線[2]。東海神→西船橋のB線は35‰、ほかにも35‰勾配区間がある[2]）。本線ではないが、八千代緑が丘車両基地への入出庫線には40‰ の急勾配がある[2]
- 車両基地所在地：八千代緑が丘駅
- 建設主体：日本鉄道建設公団（現 独立行政法人 鉄道建設・運輸施設整備支援機構）

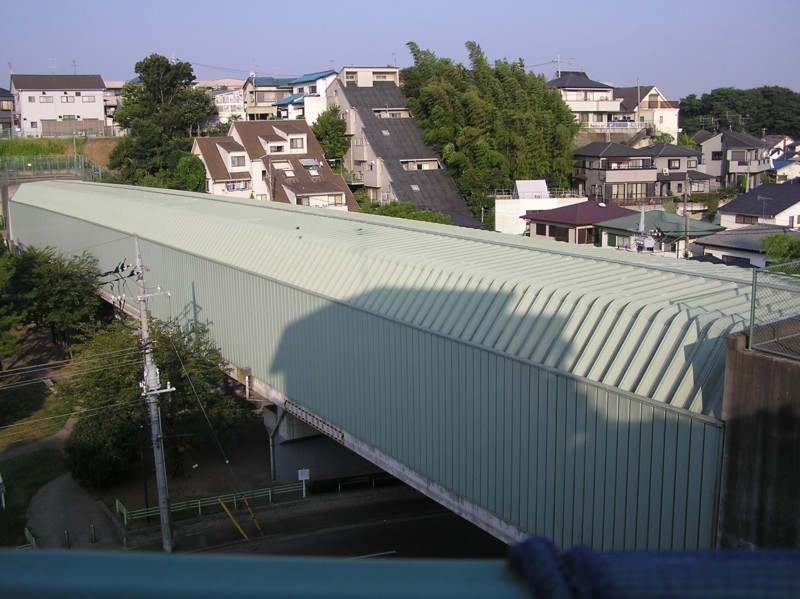
飯山満 - 北習志野間。飯山満トンネルと習志野台トンネルに挟まれた地上区間で、特殊防音壁覆蓋型（シェルター）が設置されている。

当初の計画より変更した主なものは以下の通りである。
- 船橋日大前駅及び村上駅を請願駅として設置[16]。
- 船橋市夏見付近（東海神 - 飯山満間）の高架区間を地下式に変更[16]
- 一部開削工法区間をNATM工法区間に変更[16]
- 八千代緑が丘駅の車庫線と本線との交差をオーバーパスからアンダーパスに変更[16]
- 北習志野駅における新京成線（現:京成松戸線）及び東葉勝田台駅における京成線との連絡施設を建設[16]

主な構造物
- トンネル
  - 海神トンネル（東海神駅含む）：2,722 m（A線・東葉勝田台方面行き）、2,733 m（B線・西船橋方面行き）
  - 飯山満トンネル：170.5 m 
  - 習志野台トンネル（北習志野駅・船橋日大前駅含む）：2,366.8 m
  - 勝田台トンネル（東葉勝田台駅含む）：615.0 m

- 最長橋梁 新川橋梁（市道第1 - 7架道橋 131 m・市道大和田村上線架道橋 55 m含む）：330 m （八千代中央 - 村上間）

## 歴史
- 1981年（昭和56年）5月29日 - 西船橋 - 東葉勝田台間の建設計画を運輸省が認可[20]。
- 1985年（昭和60年）9月20日 - 西船橋 - 東葉勝田台間の建設工事に着手[21]。
- 1991年（平成3年）3月28日 - 第1期開業区間となる西船橋 - 八千代（→八千代中央）間の開業を、1991年4月から1993年（平成5年）4月に延期[3]。
- 1993年（平成5年）3月18日 - 第2期区間となる八千代（→八千代中央） - 勝田台（→東葉勝田台）間を含めて、全線の開業を1993年（平成5年）4月から1995年4月に延期[3]。
- 1995年（平成7年）
  - 2月22日 - 全線の開業を1995年（平成7年）4月から1996年4月に延期[3]。
  - 8月17日 - 駅名が決定[22]。
  - 12月7日 - 東葉高速線に初めて1000形電車が入線する[23]。
- 1996年（平成8年）
  - 1月17日 - 習熟運転を開始[3]。
  - 3月16日 - 営団地下鉄（現・東京メトロ）東西線との相互直通運転を前提とした、営業運転に近い習熟運転を開始[3]。営団5000系電車を譲り受けて改造した1000形電車が東西線で営業運転開始。
  - 4月27日 - 西船橋 - 東葉勝田台間開業[1]。営団地下鉄東西線と相互直通運転開始[1]。
- 1999年（平成11年）12月6日 - 前々日のダイヤ改正により、東葉快速を運転開始。
- 2006年（平成18年）11月20日 - 平日の朝ラッシュ時に、西船橋・中野方面行きの列車に女性専用車を導入[24]。
- 2011年（平成23年）
  - 3月11日 - 東北地方太平洋沖地震（東日本大震災）が14時46分に発生し終日運休。
  - 3月14日 - 地震による発電所の停止に伴う電力供給逼迫で輪番停電（計画停電）が実施され、東葉快速が運休。
  - 9月12日 - 東葉快速が運転再開。
- 2014年（平成26年）3月15日 - 東葉快速を廃止[25]。また、駅ナンバリングを導入[5]。
- 2016年（平成28年）3月26日 - ダイヤ改正により八千代緑が丘駅始発の上り始発列車を運転開始。また西船橋行きを取りやめ、八千代緑が丘 - 東葉勝田台間の区間運転を除く全列車を東西線直通化。
- 2025年（令和7年）3月15日 - 保安装置を地上信号方式（WS-ATC）から車内信号方式（CS-ATC）に更新。

## 運行形態
ほぼすべての列車が西船橋から東京地下鉄（東京メトロ）東西線と相互直通運転しており、一部は東西線経由で中野駅より東日本旅客鉄道（JR東日本）中央緩行線の三鷹駅まで運転する。東葉高速鉄道保有車両と東京メトロ保有車両による運用があるが、東葉車はATS-Pが設置されておらずJR線に直通が出来ないため、東葉勝田台 - 西船橋 - 中野間の運用に限られる。
終電は平日・土休日ともに東葉勝田台駅0時54分着と遅く、京成松戸線や京成本線に乗り換えることは出来ない。

### 現在の列車種別
列車種別は以下の3種類があるが、東葉高速線内は全て各駅に停車する。種別は東京メトロ東西線と共通で、東西線内での種別のまま当線内でも運転する。ただし、下りは種別を案内しないか「各駅停車」と案内する。

#### 快速
東葉高速線で最も多く運行されている列車で、東葉高速線内は各駅に停車し、東西線西船橋駅 - 東陽町駅間のみ快速運転をする。全列車が東西線中野駅、さらに一部は同駅から中央緩行線三鷹駅に直通する。かつては下りに八千代緑が丘行が存在していたが、現行ダイヤでは全て東葉勝田台行である。日中時はほぼ全列車が中野駅 - 東葉勝田台駅間の快速として運転されている。また朝及び午後以降に中央緩行線三鷹駅 - 東葉勝田台駅間運転の列車が設定されている。

#### 通勤快速
平日朝の上り方面のみ運行され、東葉高速線内は各駅に停車し、東西線西船橋 - 浦安間のみ快速運転する。現行ダイヤでは東葉勝田台駅発中野行き・東葉勝田台発三鷹行きが設定されている。車両や駅によっては「通快」と略して表示される。

#### 各駅停車
東西線内の快速運転時間外および朝夕ラッシュ時のみに運行される。
三鷹駅 - 東葉勝田台駅間の列車・中野駅 - 東葉勝田台駅間の列車双方とも多く運行されるが、深夜と土休日の大半は中野駅発着の運行となる。東陽町駅 - 東葉勝田台駅間の列車や、平日には中野発八千代緑が丘行きが2本設定されている。東葉高速線内のみ運行の八千代緑が丘駅 - 東葉勝田台駅間の列車は平日下りと土休日のみの運行で平日上りの運行はない。ちなみに、西行初電は八千代緑が丘発三鷹行き、東葉勝田台発の初電も三鷹行きである（土休日は両者とも中野行き）。

### 過去の列車種別

#### 東葉快速
1999年12月3日までの「快速」は、東西線西船橋 - 東陽町間のみ快速運転で、東葉高速線内は各駅停車だった。速達化を図る目的で、東葉高速線内も快速運転する東葉快速が1999年12月4日のダイヤ改正で新設された。東葉高速線内の停車駅は西船橋駅、北習志野駅、八千代緑が丘駅、東葉勝田台駅。車両や駅によっては「東快」と略して表示されていた。また、中央緩行線三鷹 - 中野間では東葉高速線内各駅停車の快速と同じく「快速」と案内されていた。
当初、平日朝の西船橋方面行と夕方の東葉勝田台行に設定され、1999年12月の新設時は上下2本で運行、2007年3月18日のダイヤ改正で上下4本に増発されたが、元々この東葉快速の設定により、通過駅では通勤時間帯に10分以上の間隔が空くことがあった。このため、東葉快速通過後に到着する電車に乗客が集中することとなり、2008年3月15日のダイヤ改正では上下2本に本数が削減され、2007年3月のダイヤ改正前の運行本数に戻されたが、2009年3月14日のダイヤ改正では朝の上り方面が廃止され、夕方の下り東葉勝田台行のみ4本の運転となった。また、八千代緑が丘駅で各駅停車が待避を兼ねて東葉快速と緩急接続をしていたが、2007年3月のダイヤ改正で下りの待避はなくなった。
2011年3月11日の東日本大震災発生以降、東葉快速の運転は中止されていたが、同年9月12日に平常ダイヤに戻り運転を再開した。
下りの東葉快速も通過駅の乗車人数が年々増加していることから2014年3月15日のダイヤ改正で廃止され、快速に変更されたことにより全ての列車が東葉高速線内は各駅停車となった。
運用される車両も当初はほとんどが東葉高速車であったが、徐々に東京メトロ車での運用が増えていき、2008年3月15日のダイヤ改正から運行終了までは全てメトロの車両で運用されていた。

## 利用状況
2023年度の最混雑区間（東海神 → 西船橋間）の混雑率は92%である。
近年の輸送実績を下表に記す。表中、最高値を赤色で、最高値を記録した年度以降の最低値を青色で、最高値を記録した年度以前の最低値を緑色で表記している。
| 年度               | 最混雑区間（東海神 → 西船橋間）輸送実績 | 最混雑区間（東海神 → 西船橋間）輸送実績 | 最混雑区間（東海神 → 西船橋間）輸送実績 | 最混雑区間（東海神 → 西船橋間）輸送実績 | 特記事項 |
| 年度               | 運転本数：本                            | 輸送力：人                              | 輸送量：人                              | 混雑率：%                               | 特記事項 |
| ------------------ | --------------------------------------- | --------------------------------------- | --------------------------------------- | --------------------------------------- | -------- |
| 1996年（平成08年） | 10                                      | 14,240                                  | 15,900                                  | 112                                     |          |
| 1997年（平成09年） | 10                                      | 14,240                                  | 16,200                                  | 114                                     |          |
| 1998年（平成10年） | 10                                      | 14,240                                  | 18,810                                  | 132                                     |          |
| 2000年（平成12年） | 12                                      |                                         |                                         | 102                                     |          |
| 2002年（平成14年） | 12                                      | 17,088                                  | 16,098                                  | 94                                      |          |
| 2003年（平成15年） | 12                                      |                                         |                                         | 94                                      |          |
| 2004年（平成16年） | 12                                      |                                         |                                         | 94                                      |          |
| 2005年（平成17年） | 12                                      |                                         |                                         | 97                                      |          |
| 2006年（平成18年） | 12                                      |                                         |                                         |                                         |          |
| 2007年（平成19年） | 12                                      |                                         |                                         | 119                                     |          |
| 2008年（平成20年） | 12                                      |                                         |                                         |                                         |          |
| 2009年（平成21年） | 12                                      | 18,216                                  | 19,311                                  | 106                                     |          |
| 2010年（平成22年） | 12                                      | 18,216                                  | 18,494                                  | 102                                     |          |
| 2011年（平成23年） | 12                                      | 18,216                                  | 20,337                                  | 112                                     |          |
| 2012年（平成24年） | 12                                      | 18,216                                  | 18,433                                  | 101                                     |          |
| 2013年（平成25年） | 12                                      | 18,216                                  | 18,451                                  | 101                                     |          |
| 2014年（平成26年） | 12                                      | 18,216                                  | 19,905                                  | 109                                     |          |
| 2015年（平成27年） | 12                                      | 18,216                                  | 20,460                                  | 112                                     |          |
| 2016年（平成28年） | 12                                      | 18,216                                  | 21,272                                  | 117                                     |          |
| 2017年（平成29年） | 12                                      | 18,216                                  | 21,860                                  | 120                                     |          |
| 2018年（平成30年） | 12                                      | 18,216                                  | 21,779                                  | 120                                     |          |
| 2019年（令和元年） | 12                                      | 18,216                                  | 21,055                                  | 116                                     |          |
| 2020年（令和02年） | 12                                      | 18,216                                  | 10,297                                  | 57                                      |          |
| 2021年（令和03年） | 12                                      | 18,216                                  | 12,990                                  | 71                                      |          |
| 2022年（令和04年） | 12                                      | 18,216                                  | 14,408                                  | 79                                      |          |
| 2023年（令和05年） | 12                                      | 18,216                                  | 16,682                                  | 92                                      |          |

## 女性専用車
2006年11月20日から、平日朝ラッシュ時の西行（中野方面）列車に女性専用車が導入されている。東葉勝田台を6:34 - 8:32に出発する列車が対象となる。設定当初は中野まで設定されていたが、大手町駅の出口の関係で2006年11月29日より東京メトロ東西線内大手町までに短縮された。東西線内で9:00を過ぎると解除される。

## 使用車両
開業当初から10両編成の列車で統一されている。保安装置の関係上JR東日本の車両が乗り入れることはできない。 
車両には東葉高速線が乗り入れ先の東京メトロ東西線も含めて、千葉と東京を結ぶ路線であることから「陽は東から昇り西に沈む」ことをイメージし、「サンライズ（日の出・朝日）を表す赤」・「デイタイム（昼間）の白」・「サンセット（日の入り・夕日）を表すオレンジ」のラインカラーを配している。

### 自社車両

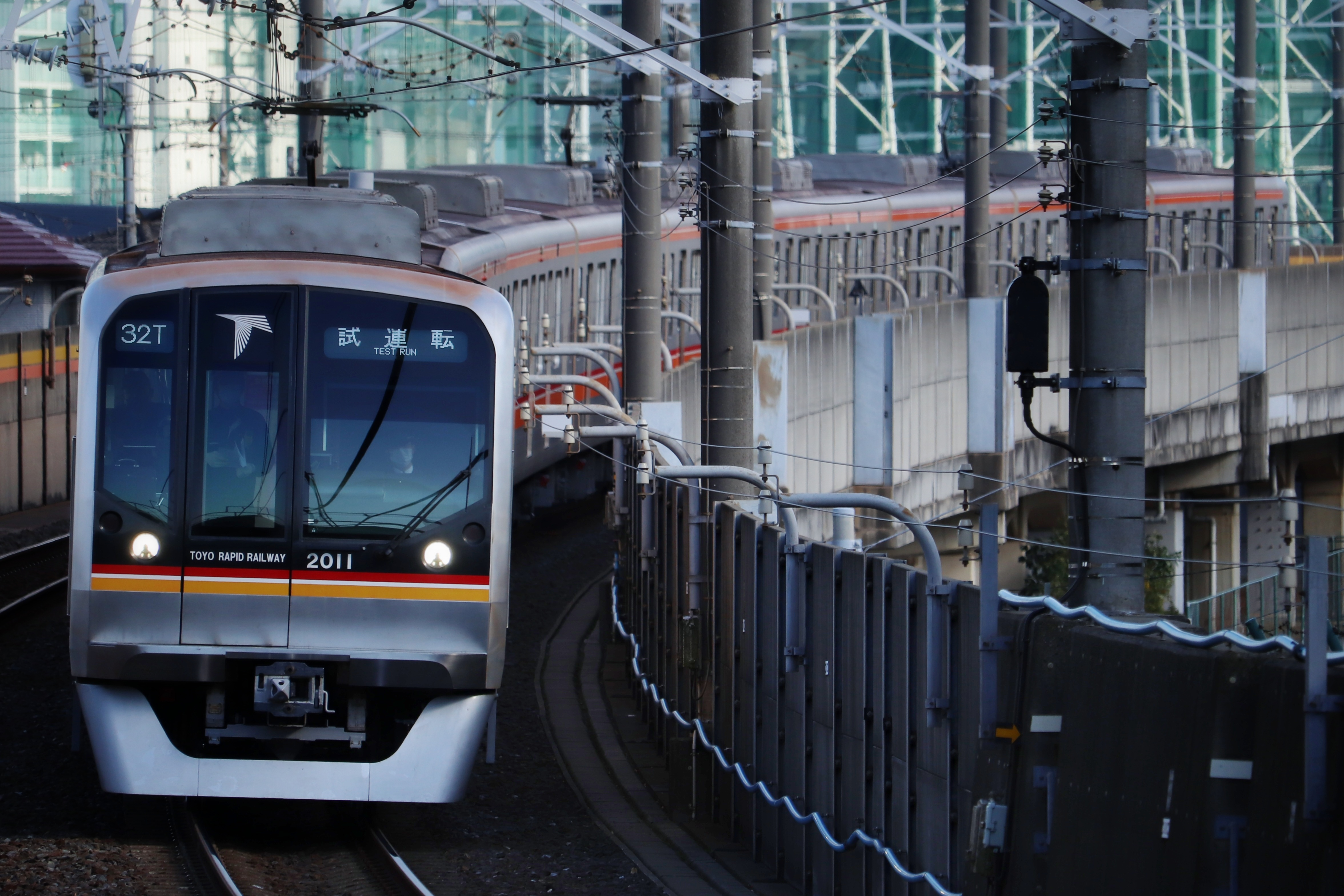
2000系

- 2000系

### 乗り入れ車両
- 東京地下鉄
  - 05系（第14編成 - 第43編成）
  - 07系
  - 15000系

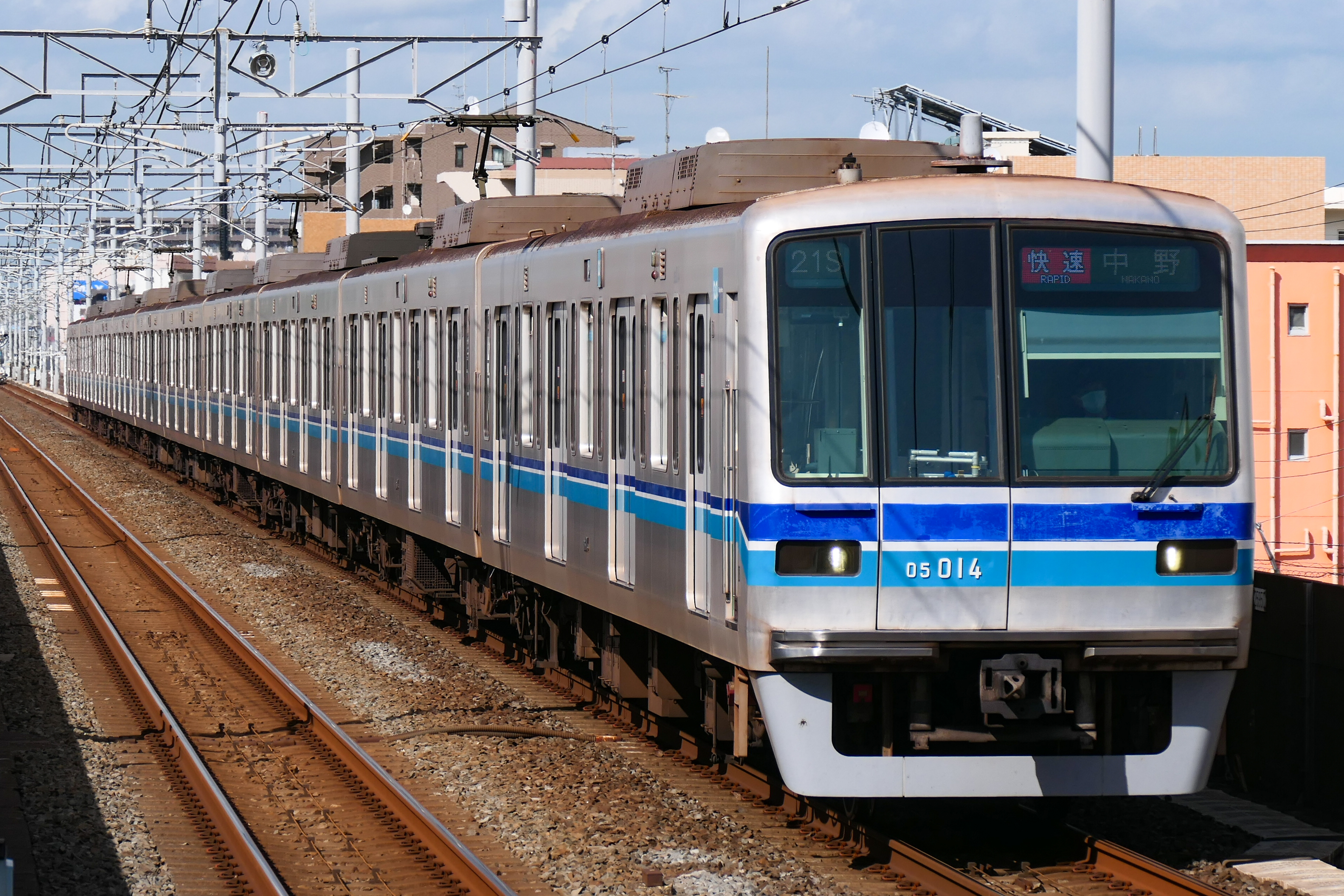
05系（B修車）
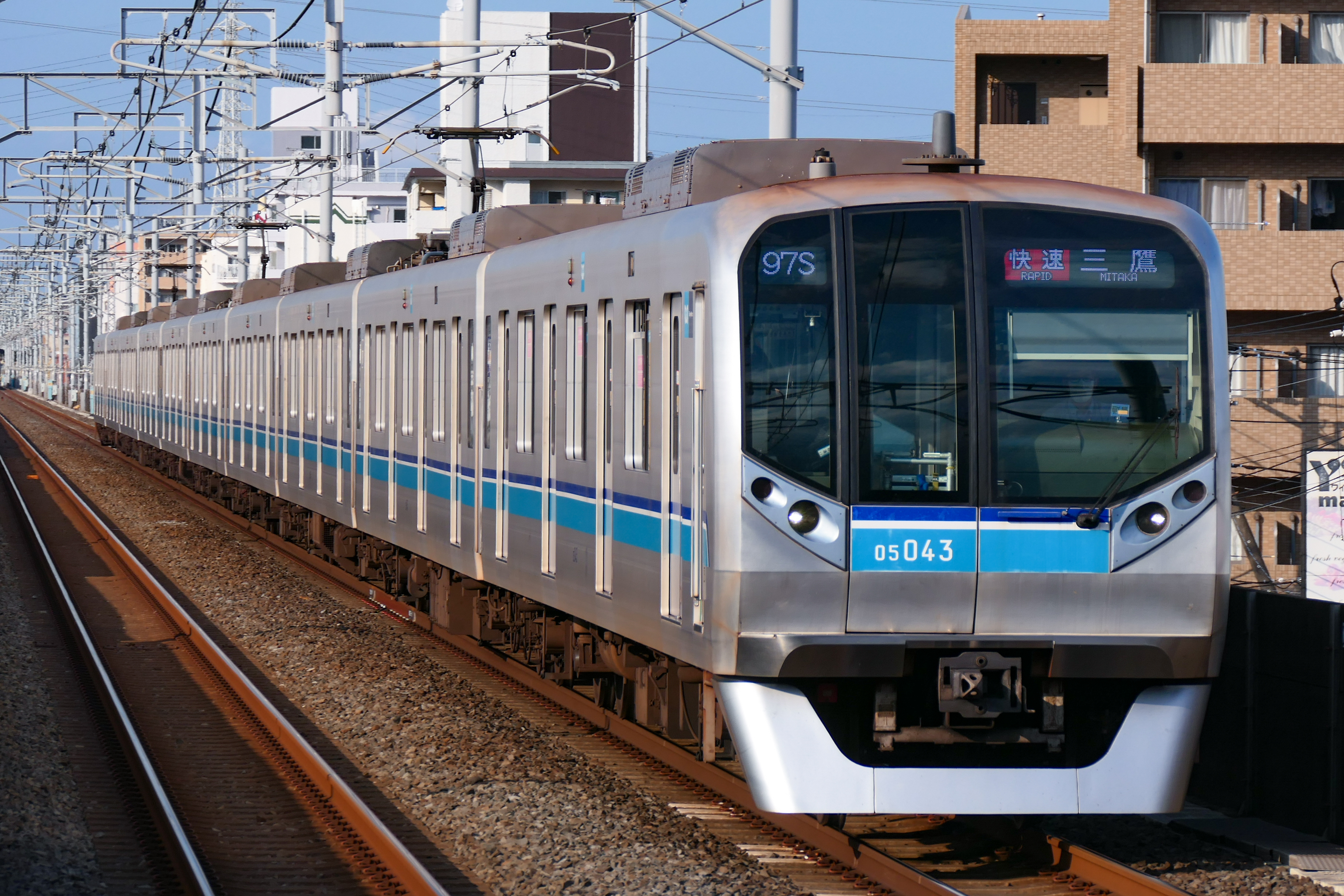
05N系
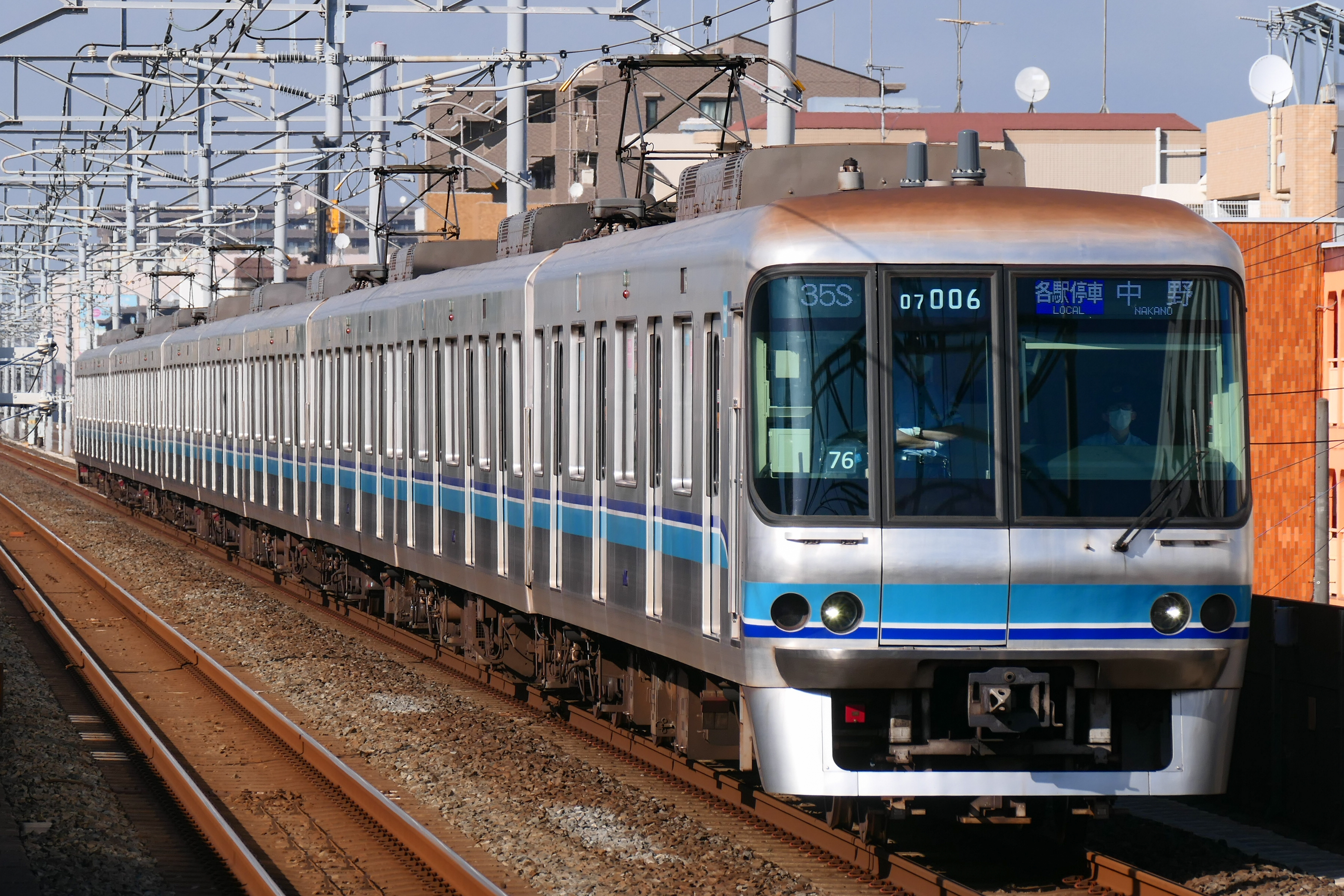
07系
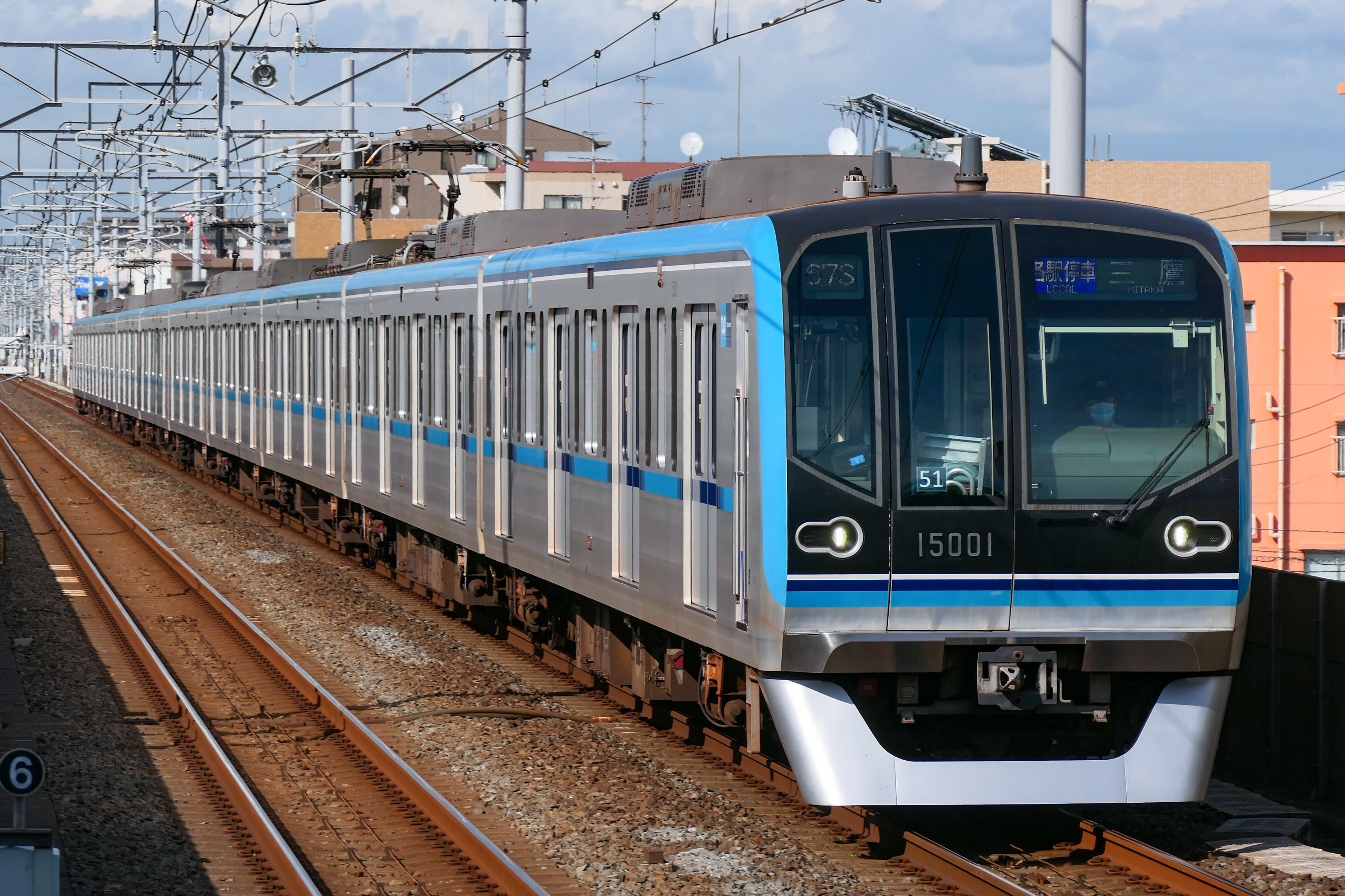
15000系

### 過去の自社車両
- 1000形（1996年4月27日 - 2006年12月4日）

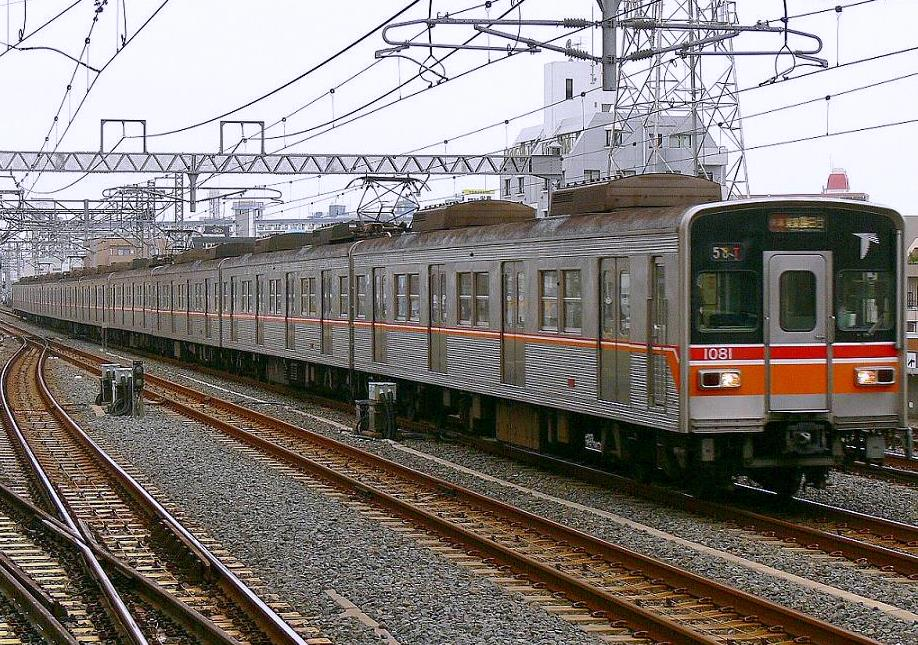
1000形

### 過去の乗り入れ車両
- 帝都高速度交通営団・東京地下鉄
  - 5000系（1996年4月27日 - 2007年3月17日）
  - 05系（第1編成 - 第13編成　1996年4月27日 - 2011年7月19日）

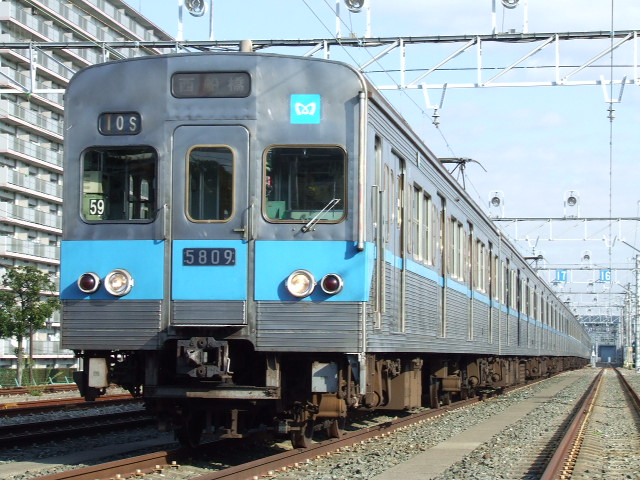
5000系
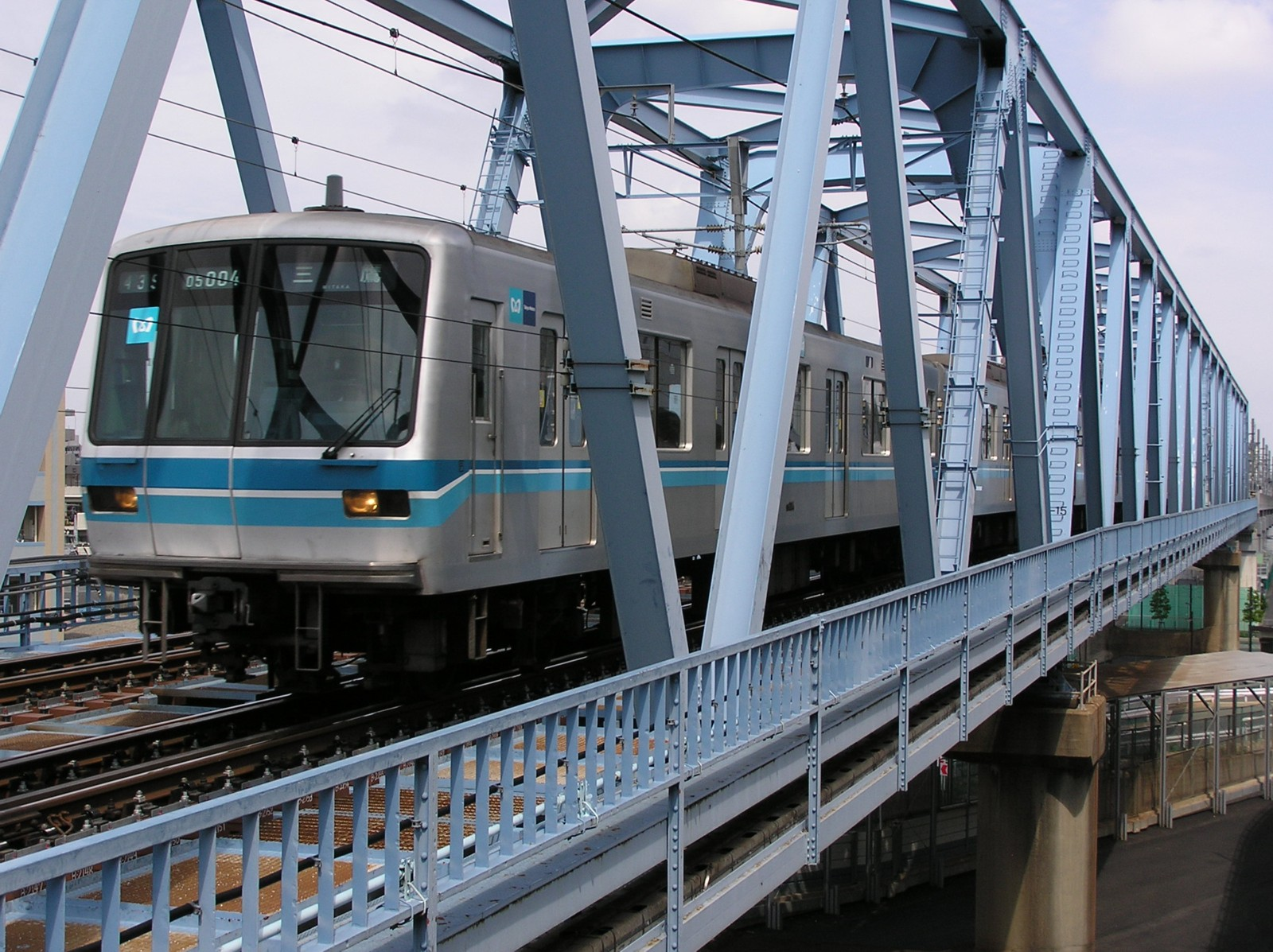
05系

## 駅一覧
- 全駅千葉県内に所在。全営業列車が各駅に停車。駅番号は2014年3月15日より順次導入[5]。

| 駅番号 | 駅名           | 駅間キロ | 累計キロ | 接続路線 | 所在地   |
| ------ | -------------- | -------- | -------- | --- | -------- |
| TR01   | 西船橋駅       | -        | 0.0      | 東京地下鉄： 東西線 (T-23) （中野駅経由 JR中央線三鷹駅まで直通運転） 東日本旅客鉄道： 総武線（各駅停車）(JB 30) ・ 武蔵野線 (JM 10) ・■京葉線 | 船橋市   |
| TR02   | 東海神駅       | 2.1      | 2.1      | | 船橋市   |
| TR03   | 飯山満駅       | 4.0      | 6.1      | | 船橋市   |
| TR04   | 北習志野駅     | 2.0      | 8.1      | 京成電鉄： 松戸線 (KS70) | 船橋市   |
| TR05   | 船橋日大前駅   | 1.7      | 9.8      | | 船橋市   |
| TR06   | 八千代緑が丘駅 | 1.2      | 11.0     | | 八千代市 |
| TR07   | 八千代中央駅   | 2.8      | 13.8     | | 八千代市 |
| TR08   | 村上駅         | 1.4      | 15.2     | | 八千代市 |
| TR09   | 東葉勝田台駅   | 1.0      | 16.2     | 京成電鉄： 本線（勝田台駅:KS31） | 八千代市 |

## 新駅設置計画
距離が比較的長い東海神駅 - 飯山満駅間に新駅（北緯35度42分39秒 東経140度0分4秒 / 北緯35.71083度 東経140.00111度）を設置する構想がある。船橋市が設置費用（約65億円）を負担して誘致する請願駅となる予定で2028年（令和10年）度の開業を目指している。同時に老朽化している船橋市立医療センターを新駅予定地の近隣に移転させて周辺一帯を「メディカルタウン」にする構想もある。
当初は2026年（令和8年）度の開業を目指していたが、新型コロナウイルスの影響により、土地区画整理事業が遅れていることを受けて、2年延期することを2023年（令和5年）10月に発表した。
2025年（令和7年）5月23日に着工式が行われた。2029年（令和11年）3月末の開業を予定している。